# Das Loch im Himmel
Das Loch im Himmel (Originaltitel: The Body Stealers, Alternativtitel: Alien Invasion, Body Stealers, The Invasion of the Body Stealers, Thin Air) ist ein britischer Science-Fiction-Film aus dem Jahr 1969. Regie führte Gerry Levy. Der Film stellt eine Mischung aus Mystery, Thriller und klassischer Sci-Fi-Ästhetik der späten 1960er dar.

## Handlung
Während routinemäßiger Fallschirmsprünge der britischen Armee verschwinden mehrere Soldaten spurlos in der Luft. Die Regierung beauftragt den Ermittler Bob Megan, der die mysteriösen Vorfälle untersuchen soll. Bei seinen Recherchen trifft er auf die Wissenschaftlerin Dr. Julie Slade und den undurchsichtigen Luftwaffenoffizier Baldwin.
Bald stellt sich heraus, dass eine außerirdische Lebensform namens Lorna für das Verschwinden der Soldaten verantwortlich ist. Mit der Entführung ausgewählter Menschen will sie ihre eigene, aussterbende Zivilisation zu retten. Als Megan die Hintergründe aufdeckt, steht er vor der Frage, ob das Opfer weniger Menschen gerechtfertigt ist, um eine ganze Spezies zu retten.

## Produktion
Der Film wurde von Tigon British Film Productions produziert, einem Studio, das vor allem für Horror- und Exploitationfilme der 1960er Jahre wie Das Blutbiest oder Der Hexenjäger bekannt ist. Gerry Levy führte lediglich bei zwei weiteren Filmen Regie und machte sich später als Produktionsleiter für Filme wie Jenseits von Afrika, Air America und Octopussy einen Namen.

## Rezeption
Im Netz und in den Archiven finden sich überwiegend negative Kritiken. Alan Jones etwa urteilte in dem britischen Magazin Radio Times, der Film sei ein „geschwätziger, lächerlich billiger und hoffnungslos unfähiger Klon von Invasion der Körperfresser“ („talky, laughably low-budget and hopelessly inept clone of Invasion of the Body Snatchers“).
In späteren Jahren wurde der Film gelegentlich in Retrospektiven des britischen Genrefilms der 60er Jahre besprochen und hat innerhalb der B-Movie-Szene einen gewissen Kultstatus erlangt.